# 璜溪站
璜溪站位于中华人民共和国江西省南昌市红谷滩区龙兴大街与玉壶山大道交叉口西侧，是南昌地铁4号线的地铁车站，本站于2021年12月26日和4号线一同启用。

## 车站结构
车站为高架三层岛式车站:54。

### 楼层
| 3层 |                    | █ 4号线 往白马山（裕丰街） |  |  |
|     | 岛式站台，左侧开门 |                            |  |  |
|     |                    | █ 4号线 往鱼尾洲（中堡）   |  |  |
| 2层 | 站厅               | 自动售票机、客服中心       |  |  |
| 1层 | 地面               | 出入口                     |  |  |

### 出入口
| 编号                   | 指示         | 图片 | 建议前往的目的地                             |
| ---------------------- | ------------ | ---- | -------------------------------------------- |
| 出口 · 1L · 升降机标志 | 龙兴大街南侧 |      |                                              |
| 出口 · 2L              | 龙兴大街北侧 |      | 广茂汇都、玉壶山大道、海伦广场、中至信息大厦 |
| 出口 · 3L              | 龙兴大街北侧 |      | 新邦·龙湖时代、茅山路、新力城一期、红林雅苑  |
| 註： 設有              |              |      |                                              |

## 历史
- 2016年6月8日，江西省环境保护厅发布了《南昌市轨道交通4号线一期工程拟受理情况的公示》[3]，并公布了《南昌市轨道交通4号线一期工程环境影响报告书（全文公示稿）》，由此得知本站工程名为璜溪大道站[2]。
- 2017年2月8日，南昌轨道交通集团有限公司公布了《2、3号线站点更名及4号线命名方案获批》，由此得知本站正式站名为璜溪站[4]。